# Blitz (Tweede Wereldoorlog)

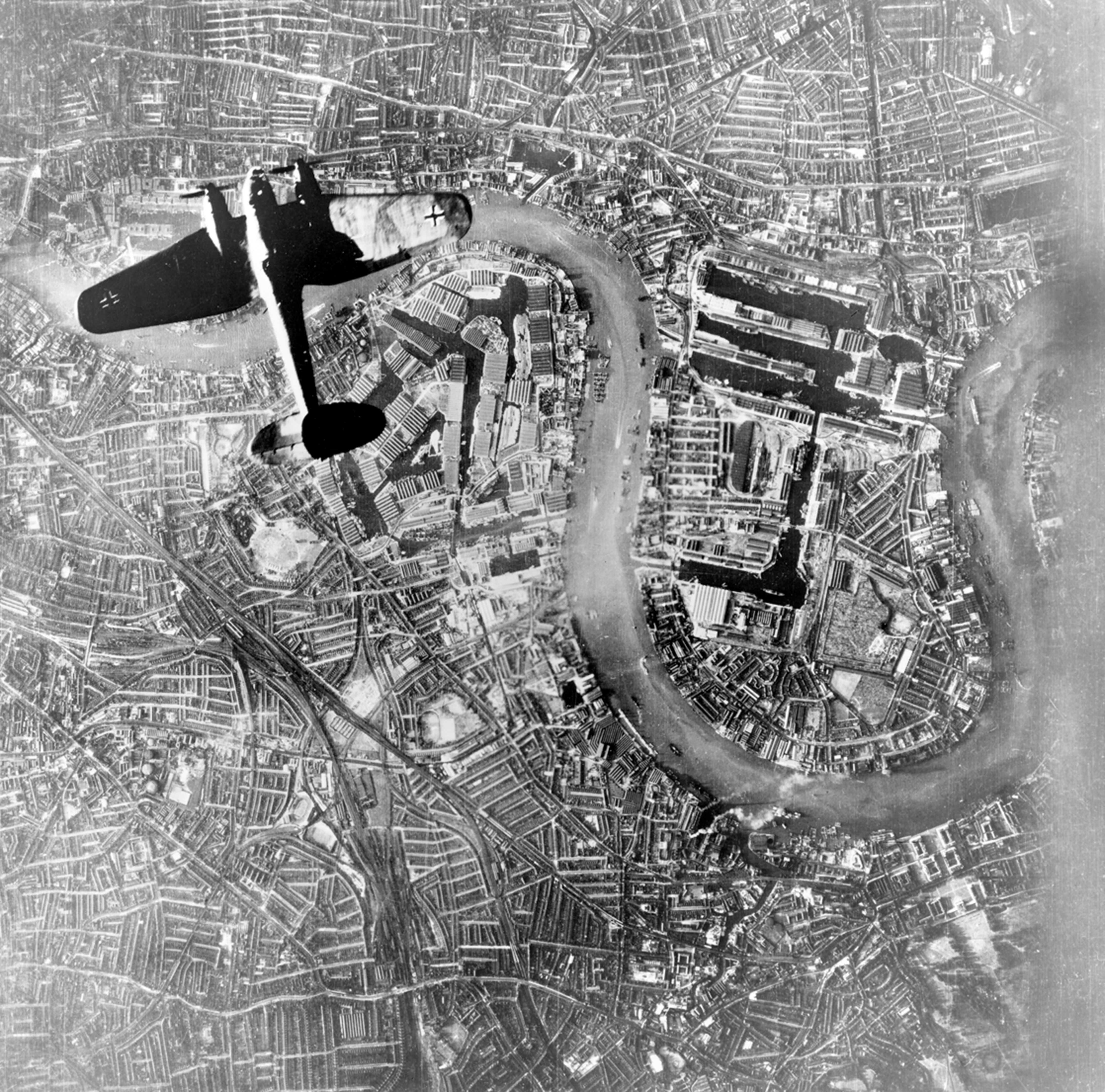
Duitse Heinkel He 111 boven Londen

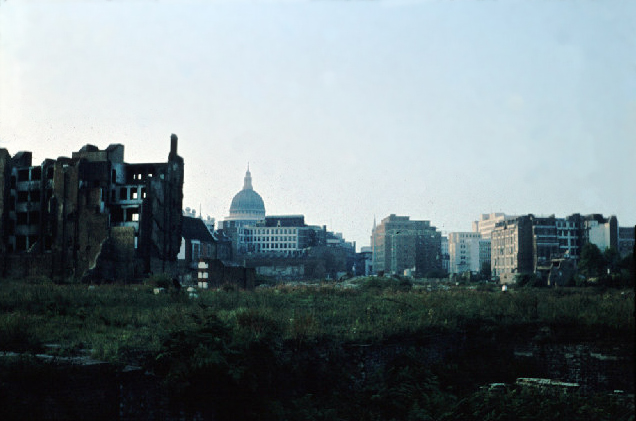
Schade na een bombardement op Londen

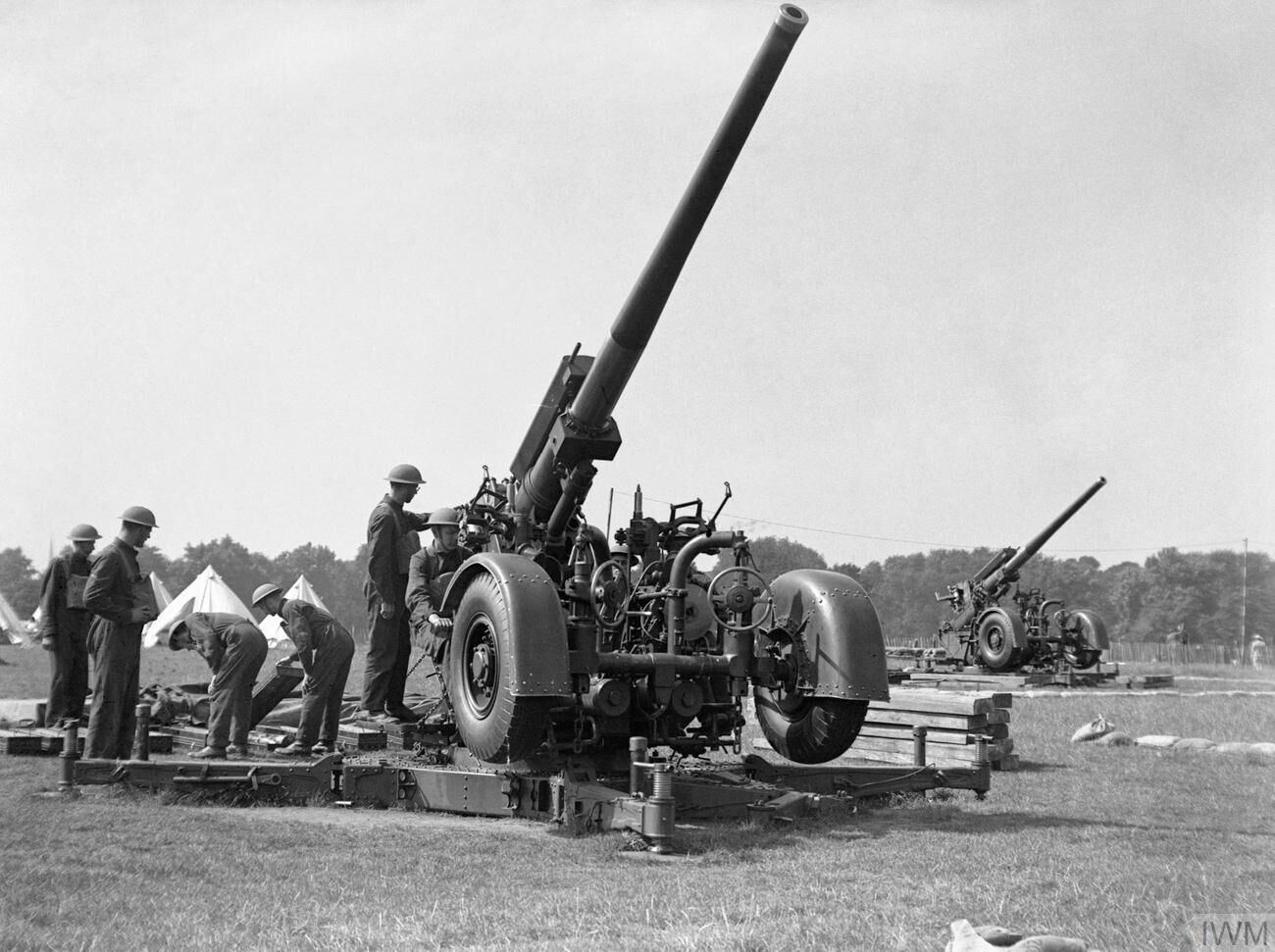
Brits luchtafweergeschut in Hyde Park (Londen)

De Blitz was een aanhoudende reeks bombardementen door de Duitse luchtmacht op Britse steden tijdens de Tweede Wereldoorlog. Vanaf 7 september 1940 tot 11 mei 1941 vielen er meer dan 40.000 Britse burgerdoden en 46.000 gewonden. Meer dan een miljoen huizen werden beschadigd. Uiteindelijk slaagde de Duitse bommencampagne er niet in de Britse oorlogsproductie te ontwrichten of het moreel van de Britse bevolking te breken.

## Aanloop
Na de nederlaag van de geallieerde legers op het continent begon Duitsland met bombardementen op Britse bodem. Doelwit waren voornamelijk militair van aard en gericht op het verwerven van overmacht in de lucht met het oog op een mogelijke invasie. Deze Slag om Engeland verliep aanvankelijk voorspoedig voor Duitsland maar had zware verliezen aan vliegend personeel en materiaal tot gevolg. Op 25 augustus 1940 voerde de Britse RAF een luchtaanval op Berlijn uit.

## Verloop
De eerste raids op Britse steden vonden plaats in augustus 1940. De bombardementen hadden aanvankelijk overdag plaats. Dit leidde echter tot zware verliezen waarna door de Luftwaffe werd overgeschakeld op nachtelijke bombardementen. 
Op 7 september 1940 begon Duitsland een aanhoudende serie bombardementen op Londen. Bij het eerste bombardement werden 250 bommenwerpers, begeleid door 600 jagers, ingezet. Primair doelwit was het Londense havengebied, maar omdat de bommenwerpers op grote hoogte opereerden vanwege het luchtafweergeschut, waren de bombardementen erg onnauwkeurig. Er werd gebruikgemaakt van een combinatie van brand- en brisantbommen. Soms werden eerst brandbommen afgeworpen en in een tweede golf brisantbommen om de bluswerkzaamheden te verstoren. Londen werd gedurende 57 dagen bijna dagelijks gebombardeerd. Elke nacht waren gemiddeld 163 Duitse toestellen actief boven de Britse hoofdstad. Het grootste deel van de bevolking weigerde te vluchten en gedurende vele weken verscholen 177.000 mensen zich in de ondergrondse stations van de underground. 30.000 mensen werden gedood en 100.000 huizen en een derde deel van Londen werden verwoest, vooral in de wijk East End. Buckingham Palace, het Palace of Westminster en St Paul's Cathedral raakten alle zwaar beschadigd.
Ook andere Britse steden werden slachtoffer van de Blitz. Op 16 november 1940 werd Coventry het doelwit van een nachtelijk bombardement. Duitse vliegtuigen wierpen 450 ton aan bommen af boven de stad. Ook hier werden eerst brandbommen afgeworpen voor een tweede golf met brisantbommen. Ongeveer 500 Duitse toestellen namen deel aan deze operatie waarvan er maar twee verloren gingen. Er vielen ongeveer 1000 dodelijke slachtoffers en een groot deel van de historische stad Coventry werd vernield. In totaal werden meer dan twintig Britse steden zwaar getroffen, waaronder Southampton, Birmingham, Liverpool, Bristol, Plymouth, Portsmouth, Cardiff, Swansea, Belfast en Glasgow.

## Einde
De Duitse Luftwaffe had geen duidelijke strategie bij haar aanvallen op Engeland. Het bombarderen van militaire doelwitten werd verlaten voor industriële en burgerdoelwitten. Maar door gebrek aan voldoende inlichtingen en aan geschikte vliegtuigen voor massabombardementen kon de Blitz haar doelen niet bereiken. Verder slaagden de Britten er met groeiend succes in de Duitse aanvallen te verstoren. Ze slaagden erin de Duitse geleidestralen voor de navigatie te verstoren en door de ontwikkeling van de radar konden de vijandelijke vliegtuigen beter worden bestreden. De Britten wisten het "Dowding-systeem" van grondradar en communicatie met de luchtvloot lang geheim te houden en deden zelfs moeite de Duitsers te laten geloven, dat het Britse nachtzicht zo goed was door het eten van wortelen.
Aan het begin van de Duitse campagne ging per missie gemiddeld 1% van de vliegtuigen verloren, maar tegen begin 1941 liep dit op tot 3 à 4%. Meer dan 2000 toestellen en meer dan 3000 bemanningsleden gingen verloren aan Duitse kant en dit waren verliezen die de Luftwaffe moeilijk kon verwerken. In mei 1941 werd door de Duitse leiding besloten om Luftflotte II naar Rusland te verplaatsen, waar ze hard nodig was, en stopte de Blitz.

## Benaming
De Duitse campagne kreeg haar naam van de Britse pers, die haar inspiratie haalde bij het woord Blitzkrieg. Het idee om de vijand door langdurige bombardementen van burgerdoelen tot overgave te dwingen, is het echter omgekeerde van een "bliksemoorlog"; alles wat in 1940 van Duitse zijde aangericht werd, zag men nu echter in het kader van de Blitzkrieg.
In het Verenigd Koninkrijk werd de Blitz een uitdrukking voor het lijden en de heldhaftigheid van de burgerbevolking.